# Anastatus borsanii
Anastatus borsanii is een vliesvleugelig insect uit de familie Eupelmidae. De wetenschappelijke naam is voor het eerst geldig gepubliceerd in 1951 door Blanchard.